# Landesregierung Josef Krainer junior II
Die Landesregierung Josef Krainer junior II wurde nach der Landtagswahl in der Steiermark 1981 am 21. Oktober 1981 vom Steiermärkischen Landtag ernannt. Die Landesregierung von Josef Krainer junior bestand bis zur Wiederwahl am 18. Oktober 1986. Trotz absoluter Mehrheit im Parlament wurden aufgrund des Proporzsystems neben den fünf  (ab 11. Jänner 1985 sechs) ÖVP-Mandaten vier SPÖ-Mandate vergeben.
Am 11. Jänner 1985 wurde ÖVP-Landesrat Kurt Jungwirth zum Landeshauptmann-Stellvertreter befördert. Franz Hasiba rückte als Landesrat nach.

## Regierungsmitglieder
| Amt                                                     | Name                 | Partei | Ressorts |
| ------------------------------------------------------- | -------------------- | ------ | -------- |
| Landeshauptmann                                         | Josef Krainer junior | ÖVP    |          |
| Landeshauptmann-Stellvertreter                          | Hans Gross           | SPÖ    |          |
| Landeshauptmann-Stellvertreter                          | Kurt Jungwirth       | ÖVP    |          |
| Landeshauptmann-Stellvertreter                          | Franz Wegart         | ÖVP    |          |
| Landesrat                                               | Franz Hasiba         | ÖVP    |          |
| Landesrat                                               | Helmut Heidinger     | ÖVP    |          |
| Landesrat                                               | Christoph Klauser    | SPÖ    |          |
| Landesrat                                               | Gerhard Heidinger    | SPÖ    |          |
| Landesrat                                               | Josef Gruber         | SPÖ    |          |
| Landesrat                                               | Josef Riegler        | ÖVP    |          |
| Vorzeitig ausgeschiedene Mitglieder der Landesregierung |                      |        |          |
| Landesrat                                               | Hans Georg Fuchs     | ÖVP    |          |
| Landesrat                                               | Simon Koiner         | ÖVP    |          |